# Grafschaft Kyburg
Die Grafschaft Kyburg war eine Verwaltungseinheit im Gebiet des heutigen Kantons Zürich in der Schweiz.
Entstanden ist die Grafschaft ab dem 11. Jahrhundert aus der Verbindung von Adelheid, der Tochter Adalberts, des letzten Herren von Winterthur, mit Hartmann I. von Dillingen, der sich fortan nach seinem neuen Stammsitz von Kyburg nannte.
Der Grundbesitz der Kyburger umfasste in der ersten Zeit Gebiete vom Zürcher Oberland bis an die Thur, vor allem aber geschlossenes Grundeigentum um die Stadt Winterthur, das in etwa dem heutigen Bezirk Winterthur entspricht. Die grossräumige Territorialpolitik der Kyburger führte zu einer Abrundung ihrer Besitztümer, wobei sie durch geschickte Heiratspolitik im gesamten Schweizer Mittelland Territorien unter ihre Kontrolle bringen konnten. Nach dem Aussterben der Kyburger 1264 gelangte ihr Besitz durch Erbschaft an die Habsburger. Fortan wurde nur noch der eigentliche Stammbesitz der Kyburger als Verwaltungseinheit innerhalb der habsburgischen Gebiete als Grafschaft Kyburg bezeichnet.
Herzog Friedrich IV. von Tirol, Regent der habsburgischen Vorlande, verpfändete die Grafschaft Kyburg im Jahre 1424 aus Geldnot an die Stadt Zürich. Der habsburgische König und spätere Kaiser Friedrich III. unterstützte Zürich im Kampf um das Erbe der Toggenburger im Alten Zürichkrieg und erhielt deshalb 1442 den grössten Teil der Grafschaft Kyburg zurück. Zürich behielt nur das Gebiet westlich des Flusses Glatt, das von da an Neuamt genannt wurde. Die Habsburger mussten den Rest der Grafschaft Kyburg allerdings bereits 1452 wieder an die Stadt Zürich verkaufen. Der Stadtstaat Zürich gliederte die Grafschaft, mit Ausnahme der 1442 abgetrennten Obervogtei Neuamt, integral in seinen Herrschaftsbereich ein und liess sie durch einen Landvogt regieren, der auf dem Schloss Kyburg residierte. Ausgenommen war die unter den Habsburgern noch zur Grafschaft gehörende Stadt Winterthur, welche die Zürcher erst 1467 kaufen konnten und danach mit einem Sonderstatus als Munizipalstadt regieren mussten. Im Jahre 1512 erhielt die Herrschaft von Papst Julius II. eigens einen wertvollen «Juliusbanner» für die 1508–1510 im "Grossen Pavier Feldzug" geleisteten Dienste zur Vertreibung der Franzosen.
1798 wurde die Grafschaft als Verwaltungseinheit im Zuge der Helvetik und des Einmarsches der Franzosen aufgelöst.

## Gliederung

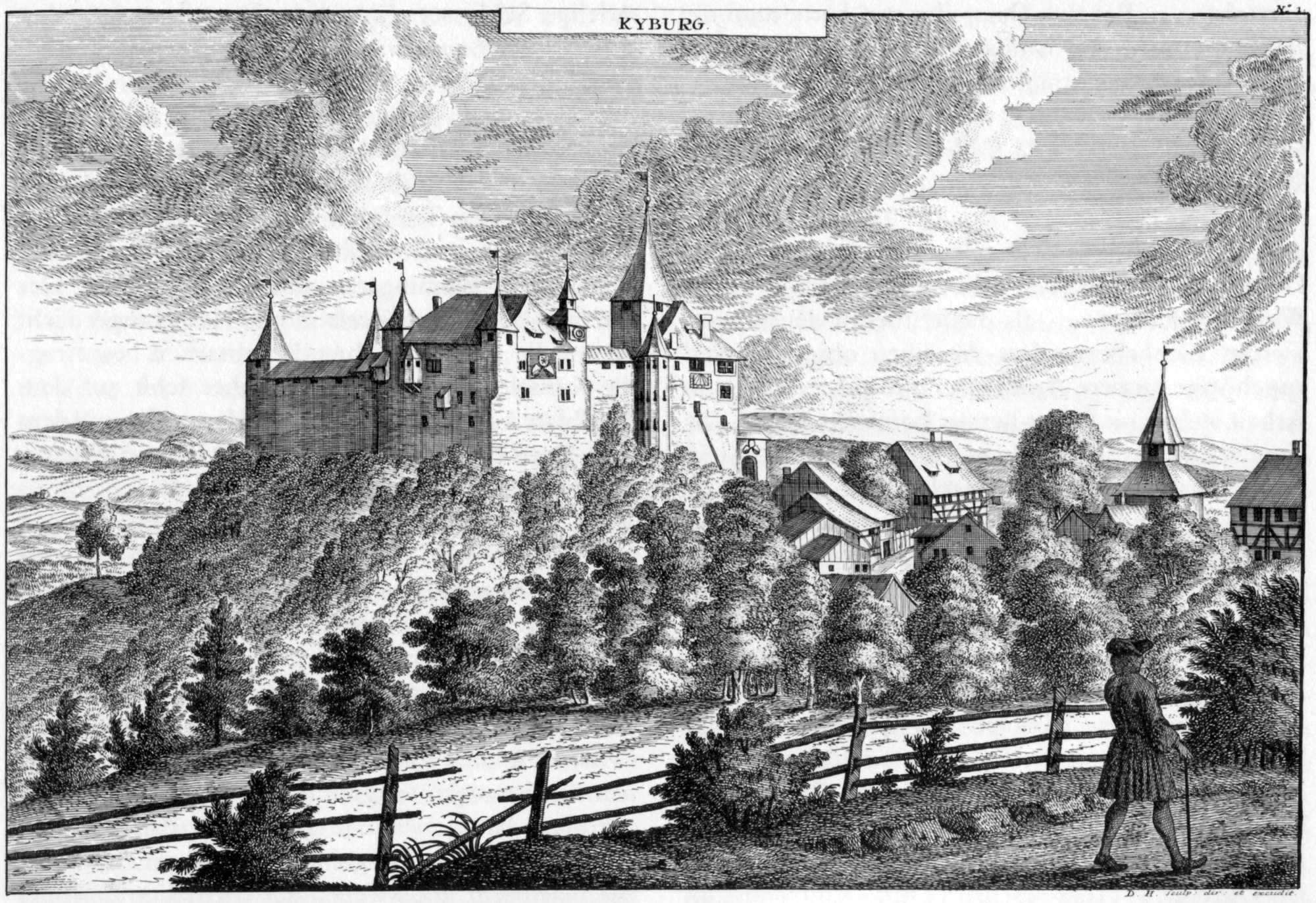
Die Kyburg als Landvogteischloss der Stadt Zürich um 1740

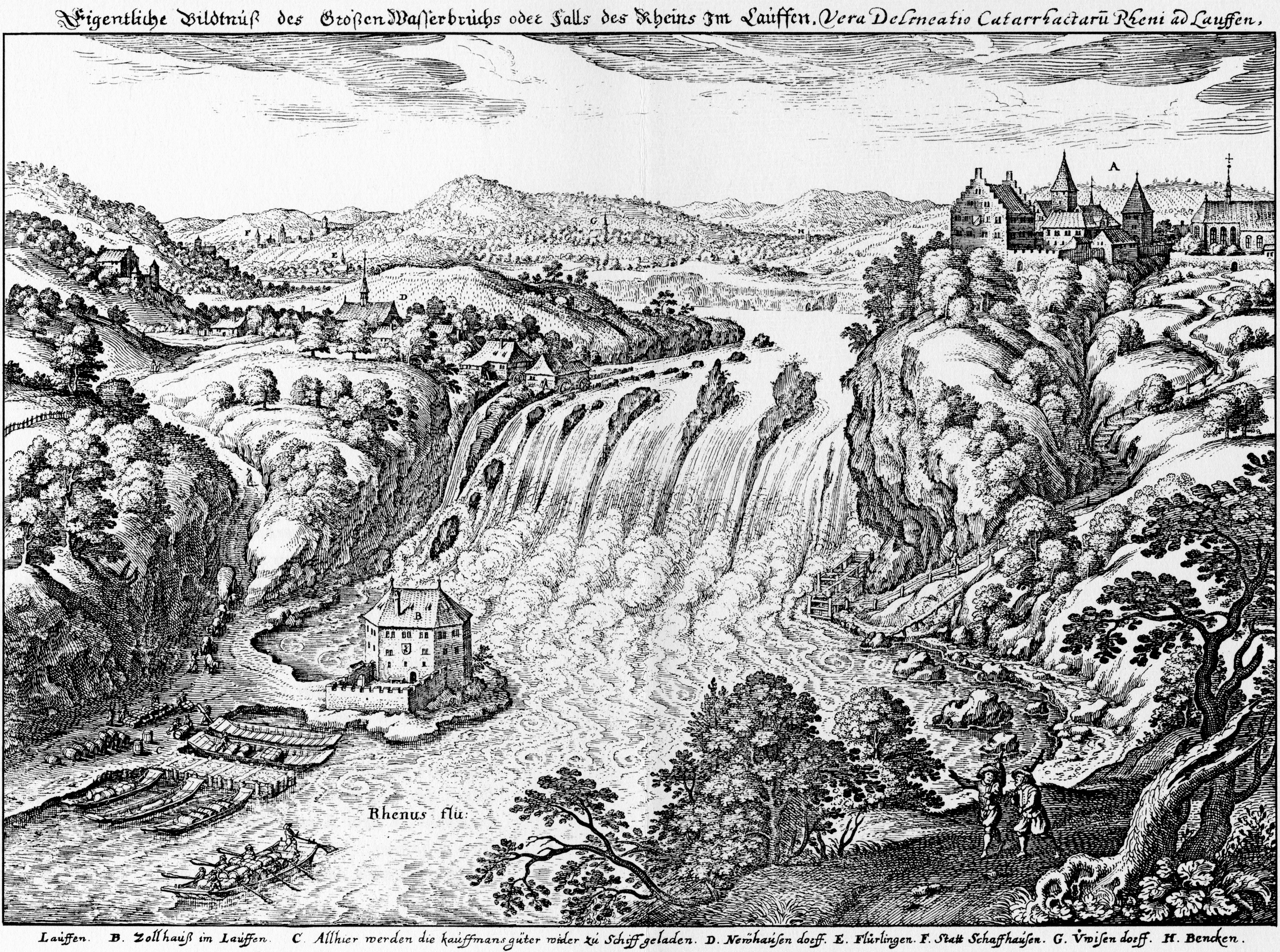
Schloss Laufen am Rheinfall, Sitz der Obervögte von Laufen um 1642

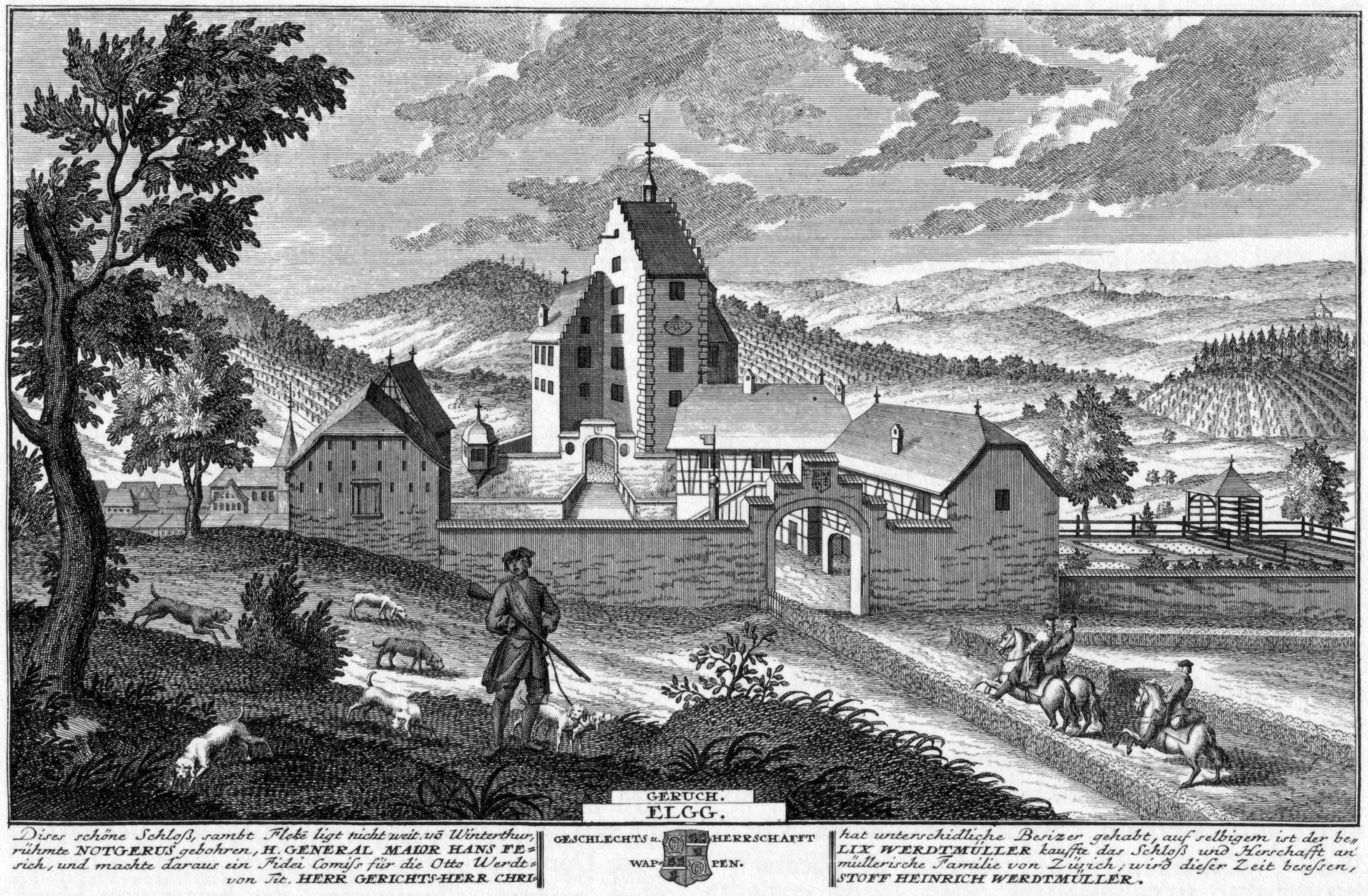
Schloss Elgg 1742

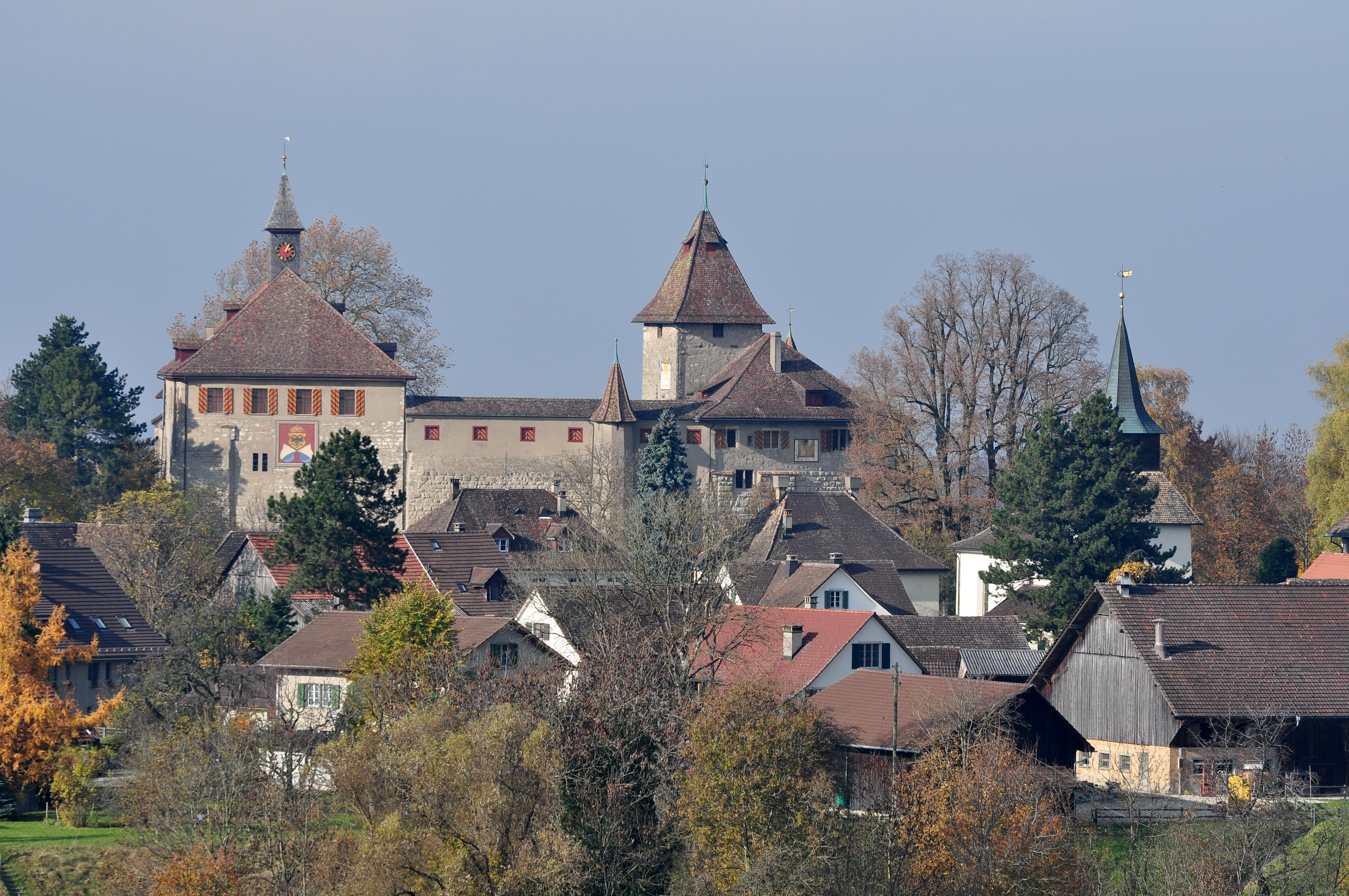
Kyburg

Die Grafschaft Kyburg war innerhalb der Landschaft der Stadt Zürich eine äussere Vogtei oder Landvogtei. Sie war in vier Ämter geteilt: Das Niederamt oder Unteramt zwischen Glatt und Töss bis auf die Höhe von Oberembrach-Bassersdorf. Das Oberamt südlich der Töss. Das Enneramt zwischen Töss und Thur. Das Ausseramt zwischen Rhein und Thur. Wangen und Töss wurden keinem Amt zugeteilt. Exklaven der Landvogtei waren Ettenhausen bei Wetzikon und Ebmatingen. Später wurden noch zwei Nebenämter eingerichtet: Das Embracheramt (Embrach, Oberembrach und Lufingen) sowie das Illnaueramt (Kyburg, Illnau, Brütten, Lindau und Volketswil).
Teil der Landvogtei Kyburg waren folgende Gemeinden und Herrschaften (nach Kläui):
- Obervogtei Laufen (1544–1798) mit:
  - Amt Uhwiesen
  - Benken
  - Vogtei Dachsen
- Trüllikon
- Truttikon und Kleinandelfingen
- Rudolfingen
- Ober-Marthalen
- Ellikon an der Thur
- Glattfelden
- Obervogtei Flaach
- Berg am Irchel
- Teufen
- Freienstein
- Dättlikon
- Pfungen
- Neftenbach
- Embrach (Stift Embrach)
- Oberembrach
- Lufingen
- Brütten-Winterberg
- Breite und Oberwil
- Nürensdorf
- Hettlingen
- Dägerlen
- Altikon
- Herten bei Altikon
- Kefikon
- Gundetswil
- Wiesendangen
- Menzengrüt
- Attikon
- Buch bei Wiesendangen
- Zünikon
- Obervogtei Hegi
- Oberwinterthur
- Mörsburg-Grundhof
- Stocken und Oberseen
- Elgg und Stähliner Bund
- Waltenstein
- Geretswil
- Turbenthal und Wila
- Herrschaft Alt-Landenberg
- Herrschaft Werdegg
- Endhöri
- Opfikon
- Dietlikon-Rieden
- Wangen
- Volketswil
- Freudwil
- Wermatswil
- Ottenhausen
- Ebmatingen

Siehe auch: Geschichte der Stadt Zürich, Territoriale Entwicklung Zürichs, Geschichte des Kantons Thurgau